# Alanis (film)
Pour les articles homonymes, voir Alanis.
Pour plus de détails, voir Fiche technique et Distribution.
Alanis est un film argentin réalisé par Anahí Berneri, sorti en 2017 et primé aux festivals de Saint-Sébastien et La Havane.

## Synopsis
Alanis est une jeune femme à Buenos Aires. Elle est mère d'un petit garçon, et travailleuse du sexe.

## Fiche technique
- Réalisation : Anahí Berneri
- Scénario : Anahí Berneri, Javier Van De Couter
- Photographie : Luis Sens
- Musique : Nahuel Berneri
- Pays d'origine :  Argentine
- Langue originale : espagnol
- Durée : 82 minutes
- Dates de sortie :
  - Festival de Toronto : 9 septembre 2017
  - Argentine : 21 septembre 2017

## Distribution
- Sofía Gala Castiglione : Alanis
- Dante Della Paolera[1] : Dante
- Santiago Pedrero : Santiago
- Dana Basso : Gisela
- Silvina Sabater : Andrea
- Carlos Vuletich : Román
- Estela Garelli : assistante sociale

## Distinctions

### Prix
- Festival international du film de Saint-Sébastien 2017 : Coquille d'argent du meilleur réalisateur et Coquille d'argent de la meilleure actrice[2].
- Festival international du nouveau cinéma latino-américain de La Havane 2017 : Grand Corail et prix de la meilleure actrice[3].
- Cóndor de Plata 2018 : Meilleure actrice pour Sofía Gala Castiglione[4].

### Nominations
- 12e cérémonie du Prix Sud : Nommé à 4 Prix Sud dont meilleure mise en scène, meilleur scénario original et meilleure actrice